# Estación Machiya
La estación Machiya (町屋駅 Machiya-eki?) se encuentra ubicada en el barrio especial de Arakawa, en la prefectura de Tokio, Japón. Los andenes subterráneos pertenecen a la línea Chiyoda, operada por el Tokyo Metro; mientras que los elevados pertenecen a la Línea principal Keisei y es operada por el Ferrocarril eléctrico Keisei. A escasos metros de la misma, se encuentra la estación Machiya-Ekimae de la línea tranviaria Toden Arakawa

## Otros transportes
- Línea Toden Arakawa
  - Estación Machiya-Ekimae (Toei)

## Historia
- 1931 (19 de diciembre): Inauguración de la estación del Ferrocarril eléctrico Keisei.
- 1969 (20 de diciembre): Inauguración de la estación de la línea Chiyoda, del metro de Tokio.